# Königstein (Schiff, 1892)
Der Raddampfer Königstein wurde 1891 in der Schiffswerft Blasewitz gebaut. Das Schiff wurde unter dem Namen Graf Moltke mit der Baunummer 29 auf Kiel gelegt. 1919 erhielt es den Namen Lobositz und 1949 als drittes Schiff den Namen Königstein.

## Die Zeit nach der Indienststellung bis 1945
Nach dem Stapellauf am 17. Juli 1892 wurde das Schiff als Glattdeckdampfer in Dienst gestellt. Bis 1923 fuhr es für die Sächsisch-Böhmische Dampfschiffahrts-Gesellschaft (SBDG). Nach der Einstellung des Geschäftsbetriebes fuhr das Schiff für die 1923 neu gegründete Sächsisch-Böhmische Dampfschiffahrt, Aktiengesellschaft (SBDA). Der ab 1926 übliche weiße Anstrich der Schiffe brachte ihr den Namen Weiße Flotte ein.
Am 25. Mai 1919 wurde es wie alle Schiffe, die Namen eines Monarchen oder einer Monarchie trugen, umbenannt und erhielt den Namen Lobositz, benannt nach dem Ort Lobositz.

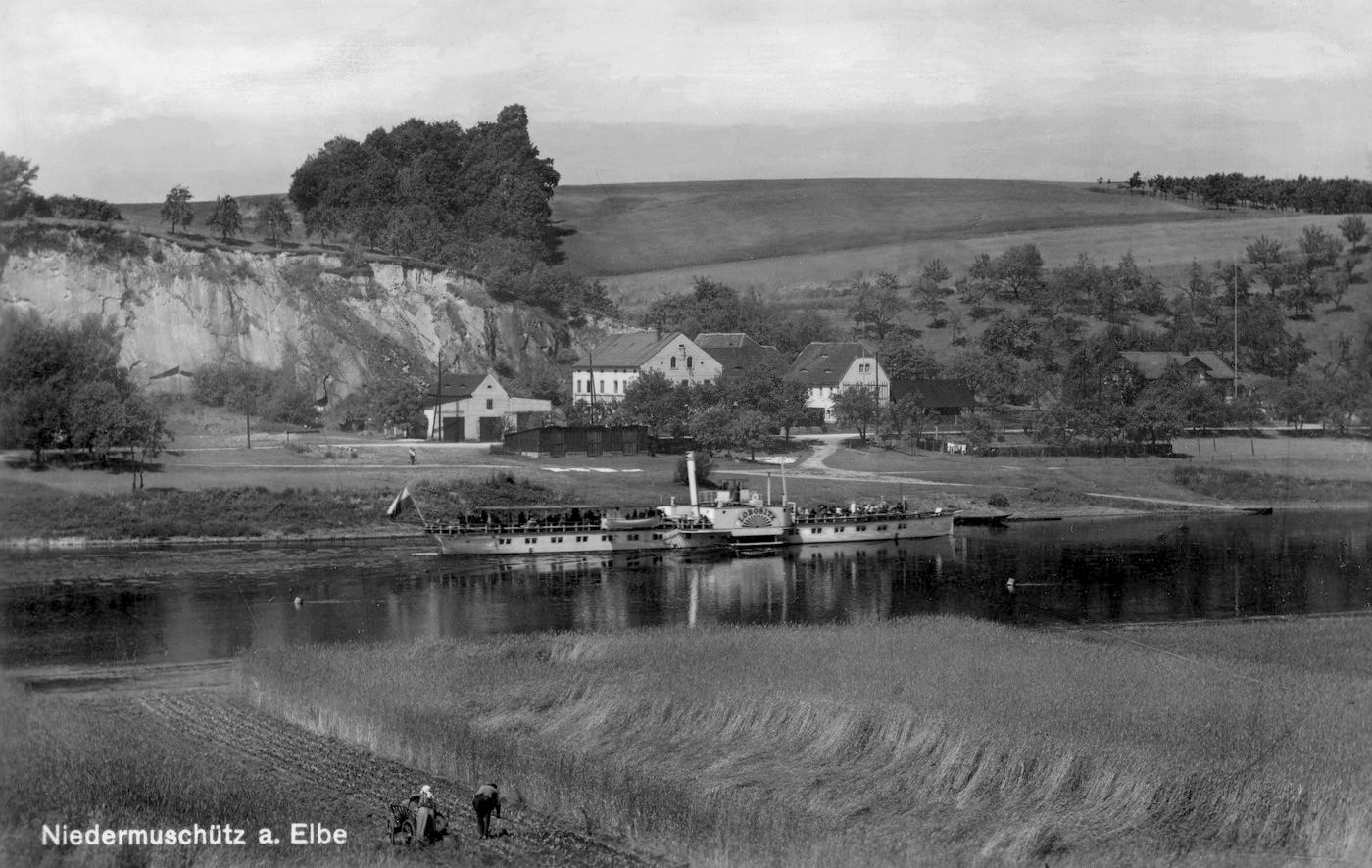
Raddampfer Lobositz in Niedermuschütz an der Elbe

Im Jahr 1907/08 wurden Schiff und Maschine überholt.
In den Jahren 1919–1922 war das Schiff aufgrund schwieriger wirtschaftlicher Bedingungen nach dem Ende des Ersten Weltkrieges aufgelegt. Ein Verkauf an die Oberweser Dampfschiffahrt für 115.000 Mark scheiterte, wie auch der Versuch das Schiff nach Schweden zu verkaufen.
Im Winter 1926/27 wurde ein Steuerhaus aufgebaut und das Schiff erhielt eine Handsteuerwinde. Im Zuge der Arbeiten wurde auch eine elektrische Beleuchtung eingebaut. Der Generator wurde mit einer Dampfturbine der in Meißen ansässigen Kuhnert-Turbowerke AG angetrieben. Im Winter 1927/28 wurde eine  Dampfsteuermaschine, die von den Deutschen Werken mit der Baunummer 5559 geliefert wurde, eingebaut. Im Winter 1928/29 erhielt das Schiff einen weißen Anstrich.
Am 28. April 1928 kollidierte die Lobositz bei Mittelgrund mit dem Frachtkahn eines Schleppers der Tschechischen ČPSL (Československou plavební akciovou společností labskou). Dabei wurde der linke Radkasten beschädigt.
Im Jahr 1936 wurde das Schiff anlässlich des 100. Jubiläums der Gesellschaft umgebaut und erhielt das Aussehen des Schiffes Königin Maria. Nach dem Rückbau fuhr es ab 1937 wieder als Lobositz.
Im Sommer 1943 erhielt die Lobositz wie alle Dampfer einen Tarnanstrich. Am Ende des Zweiten Weltkrieges lag das Schiff im Hafen von Prossen.

## Die Zeit nach 1945

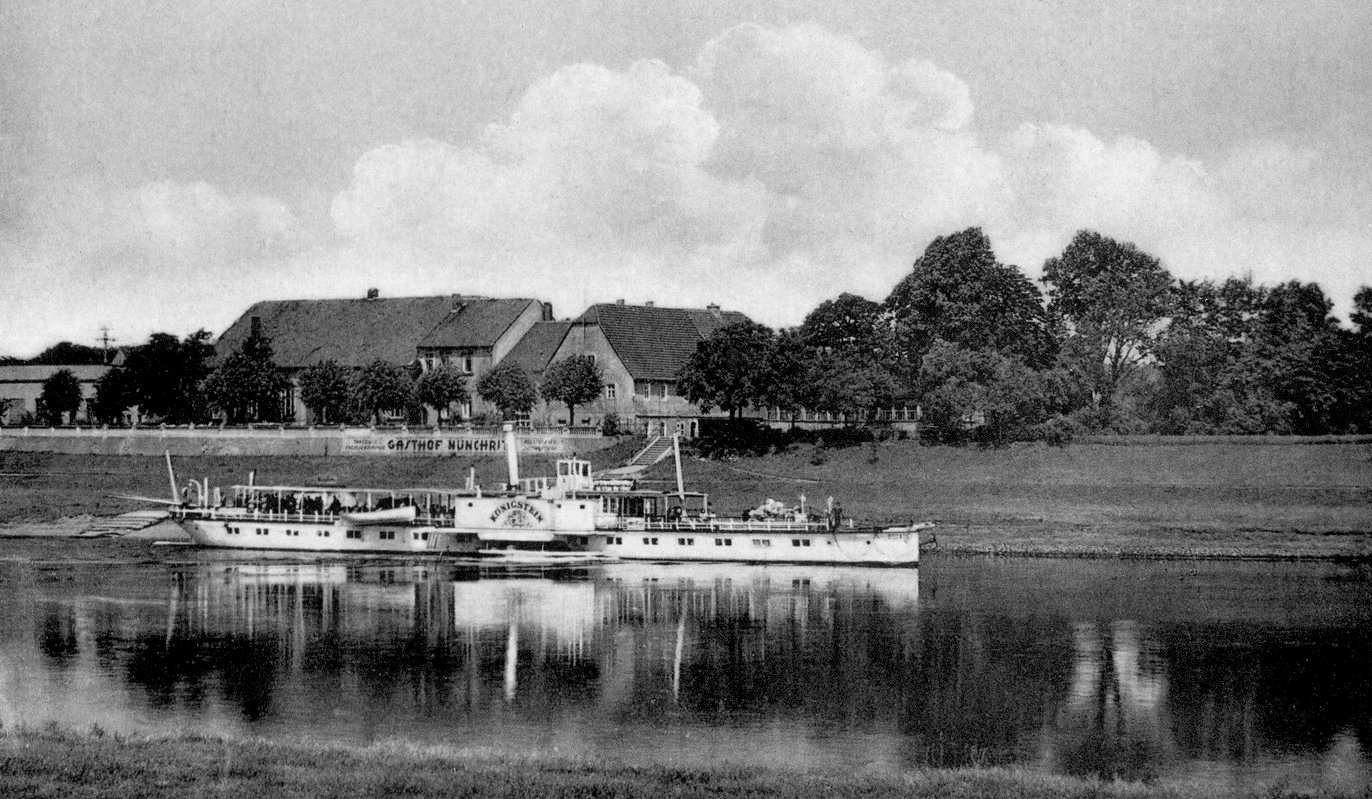
Raddampfer Königstein in Nünchritz

Am 26. August 1945 wurde die Lobositz durch die Tschechoslowakische Republik beschlagnahmt und nach Děčín geschleppt. Hier wurde sie in den Bestand der ČSPLO eingegliedert, kam aber nicht zum Einsatz. 1948 wurde das Schiff wieder zurückgeführt und der am 1. Februar 1947 unter dem Namen VEB Elbeschiffahrt Sachsen in Volkseigentum überführten SBDA übergeben. Von 1950 bis 1957 gehörte sie zum VEB Deutsche Schiffahrts- und Umschlagszentrale (DSU). Nach dessen Auflösung entstand 1957 der VEB Fahrgastschiffahrt und Reparaturwerft Dresden und ab 1967 der VEB Fahrgastschiffahrt Dresden.
Nach der Rückführung nach Dresden wurden Schiff und Maschine in der Laubegaster Werft überholt. Dabei wurden die Holzschaufeln der Seitenräder durch eiserne Schaufeln ersetzt. Am 1. Juni 1949 erfolgte die Wiederindienststellung unter dem Namen Königstein.
1963/1964 wurde anstelle der Dampfturbine ein Dieselmotor zur Energieerzeugung eingebaut und eine neue Beleuchtungsanlage installiert.
In den Jahren 1966/67 wurden das Schiff und die Maschine generalüberholt und eine neue Kommandobrücke eingebaut.
Im Juli 1969 wurde das Schiff außer Dienst genommen und als Reserveschiff im Neustädter Hafen abgestellt. Im Herbst 1969 erfolgte noch eine Reparatur des Schiffsbodens in der Laubegaster Werft.
1971 wurde das Schiff endgültig stillgelegt. Es wurden verschiedene Armaturen und Maschinenteile demontiert und in der Werkstatt des Hafens eingelagert. Am 4. Mai 1972 wurde die Königstein zum Abwracken in die Schiffswerft  in Aken geschleppt. Hier wurde das Schiff in zwei Teile zerlegt und der Kessel und die Maschine verschrottet.
Die Konsumgenossenschaft Eisleben kaufte den Schiffskörper. Dieser wurde im Mai 1973 mit Schwerlasttransportern nach Seeburg bei Eisleben am Nordufer des Süßen Sees transportiert und hier auf einem dafür gebauten Betonfundament abgesetzt.
Hier wurde es dann zum Schiffsrestaurant ausgebaut und am 7. Juli 1973 auf den Namen Seeperle getauft.
1992 wurde die Königstein als siebentes Schiff 100 Jahre. Auch wenn sie nicht mehr zur Flotte gehört ist es ein Jubiläum.

## Die Dampfmaschine
Die Dampfmaschine war eine oszillierende Niederdruck-Zweizylinder-Zwillings-Dampfmaschine mit Einspritzkondensation und einer Leistung von 110 PS. Gebaut wurde sie von der Sächsischen Dampfschiffs- und Maschinenbauanstalt der Oesterreichischen Nordwest-Dampfschiffahrts-Gesellschaft in Dresden. Der Zwei-Flammrohr-Kofferkessel mit der Fab.-Nr. 571 versorgte die Maschine mit Dampf.

## Kapitäne des Schiffes
- Carl August Richter 1892
- Friedrich Eduard Kunze 1893–1898
- Carl Friedrich Klemm 1899–1901
- Gustav Adolf Thieme 1902–1914
- Ernst Hugo Riedel 1915–1918